# Прибережне (Бердичівський район)
Прибере́жне (в минулому — Пустóха) — село в Україні, у Ружинській селищній громаді Бердичівського району Житомирської області. Населення становить 544 осіб.

## Географія
Селом протікає річка Роставиця.

## Історія
Територія села була заселена ще чотири тисячі років тому. Найбільш широко визначено залишки черняхівської культури. Археолог В. К. Гончаров під час своєї розвідки вздовж річки Роставиці зафіксував їх аж 15, в тому числі і в Прибережному.

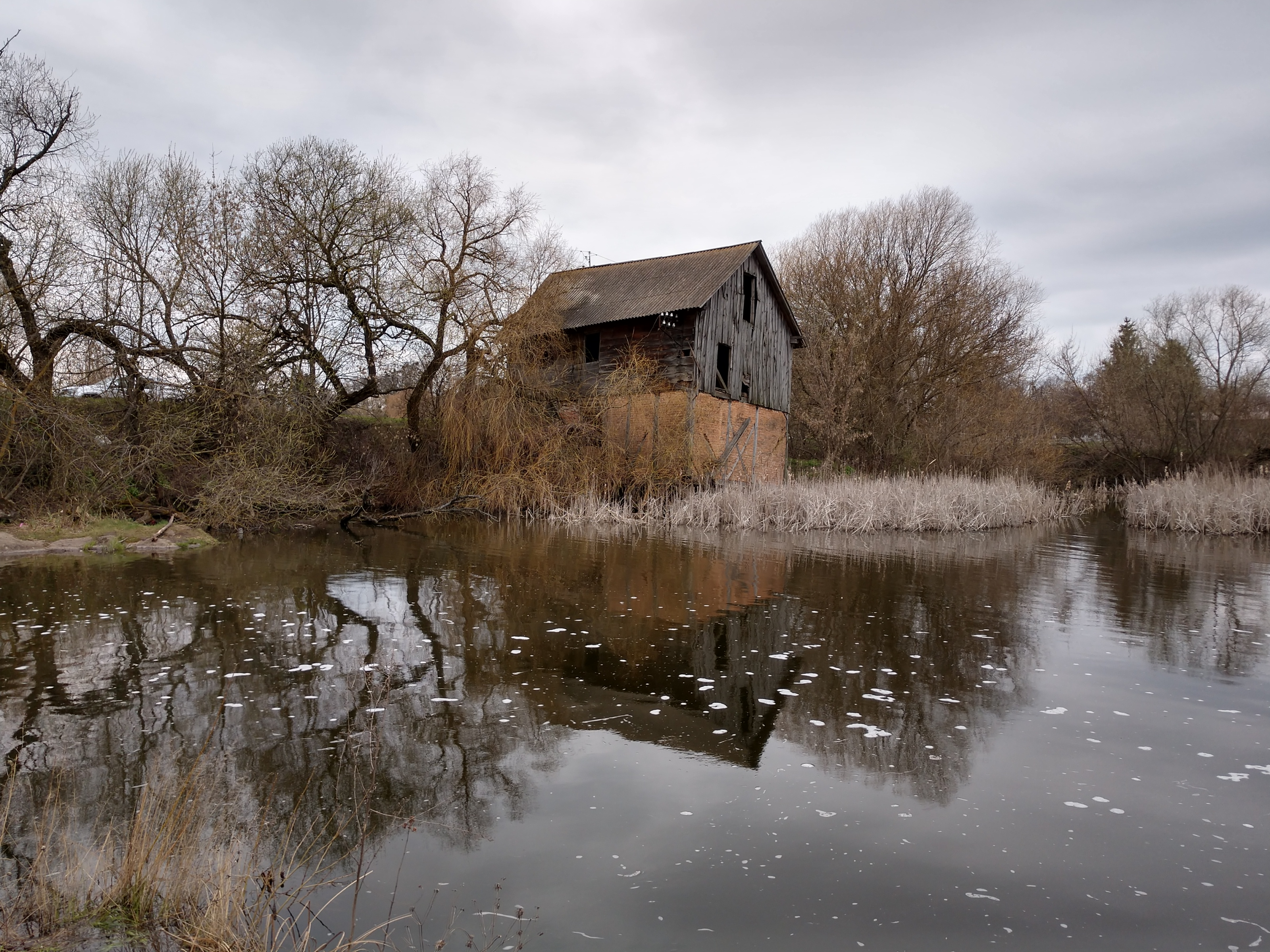
С. Прибережне, дерев'яний водяний млин

В період розселення східнослов'янських племен, на території Ружинщини проживали племена уличів. 885 році князь київський Олег розпочав війну проти уличів. Тільки в 937—940 рр. воєвода князя Ігоря Свенельд зумів підкорити їх. Але племена вирішили не підкоритися київській владі і полиши ці землі, які протягом наступних 80 років населяли печеніги.
1036 року Ярослав Мудрий повторно приєднує ці землі до Київської Русі та розпочинає будівництво фортець для укріплення південних кордонів київської держави.
У другій половині XVI століття набіги кримських татар зменшились, що дало змогу знову заселяти спустошені землі. Багато волинських князів почали скуповувати такі землі і заохочувати людей до переселень. Так князь Юхим Богушович Корецький приваблює селян з густозаселених регіонів переселятися у його нові володіння, обіцяючи протягом 20 років не обкладати повинностями. Прибульці нерідко осаджувалися на місці спустошених в минулому поселеннях. Так виникло на місці колишнього села Собольки село Пустоха, нині Прибережне (за твердженням Л. С. Ленчевського).
В ХІХ ст. землевласниками в селі були Йозеф Кнотте (пол. Jozef Knotte) (1861—1942), Адольф Кнотте (пол. Adolf Knotte) (1824—1887), Адольф Кнотте (пол. Adolf Knotte) (1797—1881).
Тадеуш Епштейн згадує, що до садиби Кнотте близько 1875 року була перевезена велика бібліотека Ганських з маєтку у Верхівні, а також колекція картин, ймовірно теж з Верхівні. Подальша їх доля невідома, картини, можливо, були розпродані, оскільки того ж року за сприяння Абрамовича проводилась їх оцінка.
24 травня 2011 року Святійший Патріарх Київський і всієї Руси-України Філарет завершив освячення храму побудованого на честь святих рівноапп. Кирила і Мефодія вчителів Слов'янських та провів Божественну літургію.
Колишній орган місцевого самоврядування — Прибережненська сільська рада.

## Населення
Згідно з переписом УРСР 1989 року чисельність наявного населення села становила 597 осіб, з яких 242 чоловіки та 355 жінок.
За переписом населення України 2001 року в селі мешкало 540 осіб.

### Мова
Розподіл населення за рідною мовою за даними перепису 2001 року:
| Мова       | Відсоток |
| ---------- | -------- |
| українська | 98,53 %  |
| російська  | 1,29 %   |

## Особистості

### Народилися
- Володимир Сергійчук (*1950) — український історик.
- Микола Ярмолюк (*1932) — український письменник, журналіст.
- Ярмолюк Сергій Миколайович (* 1957) — український науковець-біоорганік, професор, доктор хімічних наук.